# Selección de fútbol sub-17 de Costa Rica
La Selección de fútbol sub-17 de Costa Rica es el representante costarricense en los torneos FIFA para ese nivel.

## Historia
La primera selección infantil de Costa Rica fue convocada semanas antes de iniciar el premundial hacia China 1985, por Manuel Ibo Arias, que con una selección con futuros grandes jugadores como Javier Vicente Wanchope y Hernán Médford; clasificaron por primera vez a un selección tica a un mundial, luego de dejar en el camino en primera ronda a las selecciones de El Salvador y Trinidad y Tobago, para luego vencer a Honduras por 3 a 1, y a Canadá por 2 a 1 y empatar a México 1 a 1 en el juego final.
Por la falta de talento y liderazgo, la Selección infantil vio truncadas las aspiraciones para los mundiales de 1987, 1989, 1991 y 1993.
En una gran campaña, al mando de Henry Duarte, y con grande figuras como Alonso Solís, Nelson Fonseca y Fausto González, se logró clasificar por segunda vez, luego de ganar en primera ronda a Trinidad y Tobago (7 a 1), Antillas Neerlandesas (5 a 0) y a Estados Unidos (4 a 1) y luego de perder con Estados Unidos (1 a 2) y superar a México (2 a 0) y a Canadá (3 a 1).

## Estadísticas

### Copa Mundial Sub-17
| Edición | Resultado        | Posición     | PJ           | PG           | PE           | PP           | GF           | GC           | Dif.         |
| ------- | ---------------- | ------------ | ------------ | ------------ | ------------ | ------------ | ------------ | ------------ | ------------ |
| 1985    | Fase de grupos   | 16.°         | 3            | 0            | 0            | 3            | 1            | 8            | -7           |
| 1987    | No clasificó     | No clasificó | No clasificó | No clasificó | No clasificó | No clasificó | No clasificó | No clasificó | No clasificó |
| 1989    | No clasificó     | No clasificó | No clasificó | No clasificó | No clasificó | No clasificó | No clasificó | No clasificó | No clasificó |
| 1991    | No clasificó     | No clasificó | No clasificó | No clasificó | No clasificó | No clasificó | No clasificó | No clasificó | No clasificó |
| 1993    | No clasificó     | No clasificó | No clasificó | No clasificó | No clasificó | No clasificó | No clasificó | No clasificó | No clasificó |
| 1995    | Fase de grupos   | 13.º         | 3            | 1            | 0            | 2            | 2            | 5            | -3           |
| 1997    | Fase de grupos   | 13.º         | 3            | 1            | 0            | 2            | 4            | 7            | -3           |
| 1999    | No clasificó     | No clasificó | No clasificó | No clasificó | No clasificó | No clasificó | No clasificó | No clasificó | No clasificó |
| 2001    | Cuartos de final | 7.º          | 4            | 2            | 0            | 2            | 5            | 4            | 1            |
| 2003    | Cuartos de final | 7.º          | 4            | 1            | 1            | 2            | 3            | 5            | -2           |
| 2005    | Cuartos de final | 6.º          | 4            | 1            | 2            | 1            | 3            | 5            | -2           |
| 2007    | Octavos de final | 14.º         | 4            | 1            | 1            | 2            | 3            | 4            | -1           |
| 2009    | Fase de grupos   | 20.º         | 3            | 0            | 1            | 2            | 3            | 9            | -6           |
| 2011    | No clasificó     | No clasificó | No clasificó | No clasificó | No clasificó | No clasificó | No clasificó | No clasificó | No clasificó |
| 2013    | No clasificó     | No clasificó | No clasificó | No clasificó | No clasificó | No clasificó | No clasificó | No clasificó | No clasificó |
| 2015    | Cuartos de final | 8.º          | 5            | 1            | 2            | 2            | 4            | 5            | -1           |
| 2017    | Fase de grupos   | 19.º         | 3            | 0            | 1            | 2            | 3            | 7            | -4           |
| 2019    | No clasificó     | No clasificó | No clasificó | No clasificó | No clasificó | No clasificó | No clasificó | No clasificó | No clasificó |
| 2023    | No clasificó     | No clasificó | No clasificó | No clasificó | No clasificó | No clasificó | No clasificó | No clasificó | No clasificó |
| 2025    | Clasificados     | Clasificados | Clasificados | Clasificados | Clasificados | Clasificados | Clasificados | Clasificados | Clasificados |
| Total   | 10/18            | 21.º         | 36           | 8            | 8            | 21           | 30           | 60           | -30          |

### Campeonato Sub-17 de la Concacaf
| 1985  | Subcampeón       | 5            | 2            | 3            | 0            | 13           | 7            | 6            |              |              |
| 1987  | Tercer lugar     | 6            | 3            | 1            | 2            | 9            | 6            | 3            |              |              |
| 1988  | Fase de grupos   | 4            | 1            | 0            | 3            | 3            | 5            | -2           |              |              |
| 1991  | No participó     | No participó | No participó | No participó | No participó | No participó | No participó | No participó | No participó | No participó |
| 1992  | Fase de grupos   | 3            | 2            | 0            | 1            | 8            | 3            | 5            |              |              |
| 1994  | Campeón          | 6            | 5            | 0            | 1            | 22           | 5            | 17           |              |              |
| 1996  | Tercer lugar     | 6            | 4            | 1            | 1            | 17           | 10           | 7            |              |              |
| 1999  | Fase de grupos   | 3            | 1            | 1            | 1            | 5            | 5            | 0            |              |              |
| 2001  | Subcampeón       | 3            | 2            | 1            | 0            | 3            | 0            | 3            |              |              |
| 2003  | Subcampeón       | 3            | 2            | 0            | 1            | 7            | 3            | 4            |              |              |
| 2005  | Tercer lugar     | 5            | 4            | 0            | 1            | 9            | 5            | 4            |              |              |
| 2007  | Clasificado      | 4            | 2            | 1            | 1            | 4            | 2            | 2            |              |              |
| 2009  | Clasificado      | 3            | 1            | 1            | 1            | 4            | 2            | 2            |              |              |
| 2011  | Cuartos de final | 3            | 2            | 0            | 1            | 6            | 3            | 3            |              |              |
| 2013  | Fase de grupos   | 2            | 0            | 1            | 1            | 1            | 3            | -2           |              |              |
| 2015  | Tercer lugar     | 6            | 4            | 2            | 0            | 16           | 3            | 13           |              |              |
| 2017  | Tercer lugar     | 5            | 4            | 0            | 1            | 11           | 9            | 2            |              |              |
| 2019  | Cuartos de final | 5            | 4            | 0            | 1            | 14           | 4            | 10           |              |              |
| 2023  | Octavos de final | 4            | 2            | 2            | 0            | 9            | 4            | 5            |              |              |
| 2025  | Clasificados     | 4            | 3            | 1            | 0            | 21           | 2            | 19           |              |              |
| Total | 19/20            | 80           | 48           | 15           | 17           | 182          | 81           | 101          |              |              |

## Partidos

### Últimos y próximos encuentros
| Fecha      | Ciudad        | Local           | Resultado | Visitante              | Competición                    |
| ---------- | ------------- | --------------- | --------- | ---------------------- | ------------------------------ |
| 13-11-2024 | San José      | Costa Rica      | 0:1       | México                 | Partido amistoso               |
| 15-11-2024 | San José      | Costa Rica      | 0:3       | Canadá                 | Partido amistoso               |
| 18-11-2024 | Alajuela      | Costa Rica      | 0:0       | Guatemala              | Partido amistoso               |
| 18-12-2024 | San Rafael    | Costa Rica      | 3:0       | Rep. Dominicana        | Partido amistoso               |
| 14-01-2025 | San José      | Costa Rica      | 2:3       | Panamá                 | Partido amistoso               |
| 16-01-2025 | San José      | Costa Rica      | 4:2       | Panamá                 | Partido amistoso               |
| 09-02-2025 | San José      | Costa Rica      | 12:0      | Sint Maarten           | Clas. Copa Mundial Sub-17 2025 |
| 11-02-2025 | San José      | Costa Rica      | 5:0       | Islas Virg. Británicas | Clas. Copa Mundial Sub-17 2025 |
| 13-02-2025 | San José      | Costa Rica      | 2:2       | Guyana                 | Clas. Copa Mundial Sub-17 2025 |
| 16-02-2025 | Alajuela      | Costa Rica      | 2:0       | Trinidad y Tobago      | Clas. Copa Mundial Sub-17 2025 |
| 24-03-2025 | San José      | Costa Rica      | 2:4       | Estados Unidos         | Partido amistoso               |
| 26-06-2025 | San Rafael    | Costa Rica      | 0:2       | Colombia               | Partido amistoso               |
| 28-06-2025 | San Rafael    | Costa Rica      | 1:2       | Colombia               | Partido amistoso               |
| 21-08-2025 | Florianópolis | Brasil          | -:-       | Costa Rica             | Partido amistoso               |
| 24-08-2025 | Florianópolis | Brasil          | -:-       | Costa Rica             | Partido amistoso               |
| 26-08-2025 | Chincha Alta  | Perú            | -:-       | Costa Rica             | Partido amistoso               |
| 28-08-2025 | Chincha Alta  | Perú            | -:-       | Costa Rica             | Partido amistoso               |
| 03-11-2025 | Rayán         | Emiratos Árabes | -:-       | Costa Rica             | Copa Mundial Sub-17 2025       |
| 06-11-2025 | Rayán         | Senegal         | -:-       | Costa Rica             | Copa Mundial Sub-17 2025       |
| 09-11-2025 | Rayán         | Croacia         | -:-       | Costa Rica             | Copa Mundial Sub-17 2025       |

## Palmarés

### Títulos oficiales
| Competición                      |         |                  |                              |
| Competición                      | Títulos | Subtítulos       | Tercer lugar                 |
| -------------------------------- | ------- | ---------------- | ---------------------------- |
| Campeonato Sub-17 de la Concacaf | 1994    | 1985, 2001, 2003 | 1987, 1996, 2005, 2015, 2017 |
| Total                            | 1       | 3                | 5                            |

### Distinciones individuales

#### Campeonato Sub-17 de la Concacaf
| Máximo goleador  | Goles | Edición |
| ---------------- | ----- | ------- |
| César Elizondo   | 3     | 2005    |
| John Jairo Ruiz  | 4     | 2011    |
| Geancarlo Castro | 7     | 2019    |